# Nvidia Omniverse
Nvidia Omniverse ist eine umfassende Plattform für die Erstellung und Simulation virtueller 3D-Welten sowie für die Echtzeit-Kollaboration in verschiedenen Industriebereichen. Die Technologie basiert auf dem Framework Universal Scene Description (USD) und integriert fortschrittliche Komponenten wie den Nucleus Server, Connectors zu gängiger 3D-Designsoftware, einen RTX Renderer und Physik-Simulationen. Omniverse findet Anwendung in Bereichen wie Produktdesign, Architektur, Filmindustrie, autonome Systeme und industrielle Prozesse, wobei es die Erstellung digitaler Zwillinge und die Optimierung komplexer Workflows ermöglicht. Mit Omniverse Cloud bietet Nvidia zudem eine cloudbasierte Version der Plattform an, die den Zugriff auf leistungsstarke Rechenressourcen ohne lokale Hardware-Anforderungen ermöglicht. Die Technologie verspricht, die Art und Weise, wie Unternehmen entwerfen, simulieren und im digitalen Zeitalter zusammenarbeiten, grundlegend zu verändern.

## Funktionsweise und Technologie
Nvidia Omniverse ist eine umfassende Plattform für die Erstellung und Simulation virtueller 3D-Welten sowie für die Kollaboration in Echtzeit. Die Technologie basiert auf dem Framework Universal Scene Description (USD), das ursprünglich von Pixar entwickelt wurde. USD ermöglicht die Beschreibung, Komposition und Manipulation komplexer 3D-Szenen und Objekte in einem standardisierten Format.
Die Kernfunktionalität von Omniverse besteht aus den folgend beschriebenen Komponenten:

### Nucleus Server
Der Nucleus Server bildet das Herzstück der Omniverse-Architektur. Er fungiert als zentraler Datenspeicher und Synchronisationsmechanismus für USD-Daten. Durch den Einsatz des Nucleus Servers können mehrere Benutzer gleichzeitig an denselben 3D-Szenen und -Objekten arbeiten, wobei Änderungen in Echtzeit für alle Beteiligten sichtbar sind.

### Connectors
Omniverse bietet eine Vielzahl von Connectors, die es ermöglichen, gängige 3D-Designsoftware wie Autodesk Maya, Blender oder Unreal Engine nahtlos mit der Plattform zu verbinden. Diese Connectors übersetzen die nativen Datenformate der jeweiligen Anwendungen in USD, sodass Benutzer ihre gewohnten Tools weiterhin nutzen können, während sie in der Omniverse-Umgebung arbeiten.

### RTX Renderer
Der integrierte RTX Renderer nutzt die Leistung von Nvidias Grafikprozessoren, um fotorealistische Echtzeit-Visualisierungen zu ermöglichen. Dabei kommen fortschrittliche Techniken wie Raytracing und KI-basiertes Denoising zum Einsatz, die eine hohe visuelle Qualität bei gleichzeitig interaktiven Frameraten gewährleisten.

### Physik-Simulation
Omniverse integriert PhysX, Nvidias Physik-Simulationsengine, um realistische Interaktionen zwischen Objekten in der virtuellen Umgebung zu ermöglichen. Dies ist besonders wichtig für Anwendungen in den Bereichen Robotik, autonomes Fahren und industrielle Simulation.

### KI-Integration
Die Plattform bietet umfangreiche Möglichkeiten zur Integration von KI-Technologien. Dies umfasst beispielsweise die Nutzung von maschinellem Lernen für die Generierung und Manipulation von 3D-Inhalten sowie für die Simulation komplexer Systeme.

### Cloud-Unterstützung
Mit Omniverse Cloud bietet Nvidia eine cloudbasierte Version der Plattform an, die es Benutzern ermöglicht, auf leistungsstarke Rechenressourcen zuzugreifen, ohne lokal über entsprechende Hardware verfügen zu müssen. Dies erleichtert die Skalierung von Projekten und ermöglicht eine flexiblere Zusammenarbeit über geografische Grenzen hinweg.

## Anwendungsbereiche
Nvidia Omniverse findet in verschiedenen Branchen und Disziplinen Anwendung.
Im Bereich des Produktdesigns und der Produktentwicklung ermöglicht die Plattform Unternehmen, digitale Zwillinge ihrer Erzeugnisse zu erstellen. Diese virtuellen Repräsentationen können in einer simulierten Umgebung getestet und optimiert werden, was den Entwicklungsprozess beschleunigt und die Qualität der Endprodukte verbessert.
Architekten und Stadtplaner nutzen Omniverse, um realistische dreidimensionale Modelle von Gebäuden und urbanen Räumen zu entwerfen und zu visualisieren. Dies erleichtert die Kommunikation von Entwürfen und ermöglicht eine bessere Planung und Gestaltung der gebauten Umwelt.
In der Filmindustrie und Medienproduktion revolutioniert Omniverse die Arbeitsabläufe, indem es die Erstellung virtueller Filmsets ermöglicht und Kreativteams die Möglichkeit bietet, in Echtzeit zusammenzuarbeiten, unabhängig von ihrem physischen Standort.
Für die Entwicklung autonomer Systeme, wie selbstfahrende Fahrzeuge oder Roboter, bietet die Plattform die Möglichkeit, komplexe Simulationsumgebungen zu schaffen. In diesen virtuellen Welten können Algorithmen trainiert und getestet werden, was die Entwicklung und Verfeinerung autonomer Technologien vorantreibt.
Auch in industriellen Anwendungen findet Omniverse Einsatz, wie das Beispiel der Deutschen Bahn zeigt. Hier wird die Technologie genutzt, um digitale Zwillinge der Bahninfrastruktur zu erstellen, was eine effizientere Planung, Wartung und Optimierung des Schienennetzes ermöglicht.
Die technologische Basis von Omniverse ermöglicht es, diese verschiedenen Anwendungsbereiche in einer einheitlichen Plattform zu integrieren. Durch die Verwendung von USD als gemeinsames Datenformat und die leistungsstarke Rendering-Engine können komplexe 3D-Szenen in Echtzeit visualisiert und bearbeitet werden, während die integrierten Simulations- und KI-Fähigkeiten es ermöglichen, realistische Verhaltensweisen und Interaktionen zu modellieren.

## Omniverse Cloud
Nvidia Omniverse Cloud ist eine umfassende Suite von Cloud-Diensten, die es Unternehmen und Einzelpersonen ermöglicht, 3D-Workflows und Metaverse-Anwendungen zu entwerfen, zu veröffentlichen und zu betreiben. Diese Platform as a Service (PaaS) wurde von Nvidia entwickelt, um die Erstellung und Zusammenarbeit an digitalen Zwillingen, virtuellen Welten und anderen 3D-Anwendungen zu erleichtern, ohne dass leistungsstarke lokale Hardware erforderlich ist.

### Kernfunktionen und -dienste
Omniverse Cloud umfasst mehrere Schlüsselkomponenten:
- Omniverse Nucleus Cloud: Dieser Dienst ermöglicht es 3D-Designern und Teams, auf einer gemeinsamen Universal Scene Description (USD) basierten 3D-Szene zusammenzuarbeiten. Benutzer können Änderungen speichern, teilen und live bearbeiten, unabhängig von ihrem Standort.[7]
- Omniverse App Streaming: Dieser Service ermöglicht es Benutzern, Omniverse-Referenzanwendungen wie Omniverse Create, Omniverse View und Nvidia Isaac Sim zu streamen, ohne dass leistungsfähige lokale Grafikprozessoreinheiten (GPU) erforderlich sind.[7]
- Omniverse Replicator: Ein Dienst, der es Forschern, Entwicklern und Unternehmen ermöglicht, physikalisch genaue 3D-synthetische Daten zu generieren.[7]
- Omniverse Farm: Dieser Dienst ermöglicht die Skalierung von Omniverse-Aufgaben wie Rendering und synthetische Datengenerierung über mehrere Cloud-Compute-Instanzen hinweg.[9]
- Nvidia Isaac Sim: Eine skalierbare Robotik-Simulationsanwendung und ein Tool zur Generierung synthetischer Daten für die Entwicklung, Prüfung und Verwaltung KI-basierter Roboter.[9]
- Nvidia DRIVE Sim: Ein Dienst für die Simulation und Validierung autonomer Fahrzeuge.[9]

### Technische Infrastruktur
Omniverse Cloud-Dienste laufen auf dem Omniverse Cloud Computer, einem Computersystem, das aus mehreren Komponenten besteht:
- Nvidia OVX: Zuständig für Grafik- und Physiksimulationen.[7]
- Nvidia HGX: Verantwortlich für fortgeschrittene KI-Workloads.[7]
- Nvidia Graphics Delivery Network (GDN): Ein global verteiltes Rechenzentrum-Netzwerk zur Bereitstellung leistungsstarker Metaverse-Grafiken mit geringer Latenz am Edge.[7]

### Anwendungsfälle und Industrieeinsatz
Omniverse Cloud findet in verschiedenen Branchen und Anwendungsszenarien Einsatz, wobei die Automobilindustrie eine Vorreiterrolle einnimmt. Namhafte Unternehmen wie Mercedes-Benz und BMW nutzen die Plattform, um ihre Produkt- und Fabrikdesigns zu optimieren und zu verbessern. Im Bereich der Robotik eröffnet Omniverse Cloud Ingenieuren neue Möglichkeiten, KI-gestützte intelligente Maschinen mit erhöhter Skalierbarkeit und Zugänglichkeit zu trainieren, zu simulieren, zu testen und einzusetzen. Dies führt zu effizienteren Entwicklungsprozessen und potenziell innovativeren Robotiklösungen.
Ein weiteres bedeutendes Anwendungsfeld ist das autonome Fahren. Hier ermöglicht die Plattform Ingenieuren, physikalisch basierte Sensordaten zu generieren und komplexe Verkehrsszenarien zu simulieren. Dies ist besonders wertvoll, um verschiedene Straßen- und Wetterbedingungen für den sicheren Einsatz autonomer Fahrzeuge zu testen, ohne reale Risiken eingehen zu müssen. Im Kontext der industriellen Digitalisierung bietet Omniverse Cloud Unternehmen die Möglichkeit, ihre Kernproduktions- und Geschäftsprozesse zu digitalisieren und zu vereinheitlichen. Dies kann zu einer erhöhten Effizienz und Wettbewerbsfähigkeit führen.
Auch in der Stadtplanung und Infrastrukturentwicklung findet Omniverse Cloud Anwendung. Die Plattform unterstützt bei der Optimierung von Lagerlayouts, dem Gebäudebau und der Implementierung von Smart-City-Konzepten. Durch die Möglichkeit, komplexe urbane Systeme zu simulieren und zu visualisieren, können Planer und Entscheidungsträger fundierte Entscheidungen treffen und potenzielle Probleme frühzeitig erkennen und adressieren.

### Partnerschaft und Integration
Nvidia hat Microsoft Azure als ersten Cloud-Service-Provider für Omniverse Cloud ausgewählt. Diese Partnerschaft gibt Unternehmen Zugang zur vollständigen Suite von Omniverse-Softwareanwendungen und Nvidia OVX-Infrastruktur, kombiniert mit der Skalierbarkeit und Sicherheit von Azure-Cloud-Diensten.
Darüber hinaus arbeitet Nvidia eng mit Siemens zusammen, um Omniverse Cloud und Nvidia OVX-Infrastruktur zu nutzen und Lösungen von der Siemens Xcelerator-Geschäftsplattform bereitzustellen. Diese Zusammenarbeit zielt darauf ab, ein industrielles Metaverse zu ermöglichen, in dem Unternehmen ihre Organisationen remote verbinden und in Echtzeit über den gesamten Produkt- und Produktionslebenszyklus hinweg arbeiten können.

### Sicherheit und Datenschutz
Omniverse Cloud PaaS legt großen Wert auf Sicherheit und folgt den höchsten Branchenstandards und Best Practices, um die Vertraulichkeit und Integrität der Kundendaten auf der gesamten Plattform zu gewährleisten. Die Netzwerksicherheitsarchitektur von Omniverse Cloud PaaS stellt sicher, dass jeder Kunde in einer sicheren Umgebung entwickeln und zusammenarbeiten kann.

### Zukunftsaussichten
Mit der Einführung von Omniverse Cloud positioniert sich Nvidia als führender Anbieter für die nächste Ära der industriellen Digitalisierung. Die Plattform verspricht, die Art und Weise, wie Unternehmen entwerfen, simulieren, bauen und im digitalen Zeitalter arbeiten, zu transformieren.

## Bedeutung für das Metaverse
Die Plattform basiert auf fünf Kernkomponenten: Künstliche Intelligenz, Materialien/MDL (Materials Definition Library), Path Tracing, Physik/VFX und Universal Scene Description (USD). Letzteres bildet das Herzstück und ermöglicht das nahtlose Zusammenspiel der verschiedenen Funktionen. Durch die Nutzung von Cloud-nativen und multi-GPU-fähigen Technologien ermöglicht Omniverse eine skalierbare Remote-Kollaboration mit Echtzeitleistung für Teams, die geografisch verteilt sowie app- und systemübergreifend arbeiten.
Ein wesentlicher Aspekt von Omniverse ist die Fähigkeit, fotorealistische und physikbasierte digitale Zwillinge zu erstellen. Diese virtuellen Replikate physischer Anlagen bieten eine detailgetreue Echtzeitdarstellung und ermöglichen Ingenieuren und Betreibern die Überwachung der Leistung, Planung von Wartungsarbeiten und Durchführung von Optimierungen. Die Echtzeit-Konnektivität zwischen der physischen Welt und der digitalen Sphäre wird durch die Integration von Sensordaten, IoT-Geräten und KI-Algorithmen realisiert, was eine effiziente Produktion gewährleistet.
Im industriellen Kontext unterstützt Nvidia Omniverse Hersteller bei der Optimierung von Arbeitsabläufen für das Entwerfen, Simulieren und Verbessern von Produkten und Prozessen über verschiedene Aufgaben und Fachbereiche hinweg. Dies ermöglicht eine effizientere virtuelle Designphase und reduziert potenzielle Fehler in frühen Entwicklungsstadien.
Für die Automobilindustrie bietet Omniverse besonders vielversprechende Anwendungsmöglichkeiten. Ingenieure können Funktionen für autonomes oder unterstütztes Fahren physikalisch genau und realitätsnah erproben, einschließlich spontaner Einflüsse auf die Fahrt. Zudem ermöglicht die Plattform die Erstellung digitaler Fahrzeug-Showrooms neuester Generation, die realistische Farben und Interieurs darstellen und Autokäufern virtuelle Probefahrten am heimischen Rechner ermöglichen. Die BMW Group beispielsweise setzt Omniverse ein, um ihre Produktion weltweit zu transformieren. Der Automobilhersteller nutzt die Plattform für die Entwicklung und den Betrieb industrieller Metaverse-Anwendungen in seinem globalen Produktionsnetzwerk. Dies ermöglicht BMW, Layouts, Robotik und Logistiksysteme Jahre vor Beginn der eigentlichen Produktion zu optimieren, was zu einer effizienteren Planung und Umsetzung führt.
Ein wesentlicher Vorteil von Omniverse liegt in seiner Fähigkeit, bestehende Software und Datenbestände führender industrieller computergestützter Design- und Engineering-Tools wie Siemens Process Simulate, Autodesk Revit und Bentley Systems MicroStation zu verbinden. Dies schafft eine einheitliche Sicht, die interne Teams und externe Partner bei der Zusammenarbeit und dem Austausch von Wissen und Daten aus bestehenden Fabriken unterstützt, um die Planung neuer Fabriken zu optimieren.
Darüber hinaus bietet Nvidia eine Reihe von Cloud-Services im Rahmen des Omniverse-Ökosystems an. Dazu gehören Omniverse Nucleus Cloud für den Zugriff auf USD-basierte 3D-Daten, Omniverse App Streaming zum Streamen von Referenzanwendungen, Omniverse Replicator zur Generierung synthetischer Daten, Omniverse Farm zur Skalierung von Omniverse-Aufgaben und spezifische Anwendungen wie Nvidia Isaac Sim für Robotik-Simulationen und Nvidia DRIVE Sim für Simulationen im Bereich des autonomen Fahrens.
Die Bedeutung von Nvidia Omniverse für das Metaverse geht über einzelne Industriezweige hinaus. Die Plattform unterstützt Unternehmen bei der Optimierung des Einsatzes mobiler Netzwerke, Lagerlayouts, Gebäudebau und Smart-City-Implementierungen. Zudem dient Omniverse als Integrationsebene für Workflows, die Tools verschiedener Anbieter umfassen, was die Integrationsprobleme bei der Erstellung von Punkt-zu-Punkt-Integrationen für bestimmte Workflows reduziert.
Insgesamt trägt Nvidia Omniverse maßgeblich zur Realisierung des industriellen Metaverse bei, indem es eine leistungsfähige Plattform für die Erstellung und Interaktion mit digitalen Zwillingen, die Optimierung von Produktionsprozessen und die Förderung der branchenübergreifenden Zusammenarbeit bereitstellt. Die Technologie verspricht, die Art und Weise, wie Unternehmen produzieren, optimieren und nachhaltig wirtschaften, grundlegend zu verändern.

## Kritik und Herausforderungen
Ein zentraler Kritikpunkt betrifft die hohen Hardwareanforderungen der Plattform. Omniverse benötigt leistungsstarke GPU-Systeme, um die komplexen 3D-Umgebungen in Echtzeit zu rendern und zu simulieren. Dies kann für kleinere Unternehmen oder einzelne Entwickler eine erhebliche finanzielle Hürde darstellen. Die Notwendigkeit spezieller NVIDIA-Hardware schränkt zudem die Flexibilität bei der Systemauswahl ein.
Eine weitere Herausforderung liegt in der Integration bestehender Workflows und Datenformate. Obwohl Omniverse auf dem offenen USD-Format basiert, erfordert die Einbindung proprietärer Formate oft zusätzliche Konvertierungsschritte oder spezielle Konnektoren. Dies kann zu Kompatibilitätsproblemen und erhöhtem Aufwand bei der Datenmigration führen.
Die Komplexität der Plattform stellt auch Anforderungen an die Benutzer. Die Einarbeitung in Omniverse und seine verschiedenen Komponenten kann zeitaufwendig sein und erfordert spezifisches Fachwissen. Dies kann insbesondere für kleinere Teams oder Einzelanwender eine Herausforderung darstellen.
Datenschutz und Sicherheit sind weitere kritische Aspekte, insbesondere bei der Nutzung von Cloud-basierten Diensten innerhalb von Omniverse. Die Speicherung und Verarbeitung sensibler Unternehmensdaten in der Cloud wirft Fragen zur Datensouveränität und zum Schutz geistigen Eigentums auf.
Die Abhängigkeit von einer einzelnen Plattform wie Omniverse birgt auch das Risiko eines Vendor Lock-ins. Unternehmen, die ihre Workflows vollständig auf Omniverse ausrichten, könnten Schwierigkeiten haben, zu anderen Lösungen zu wechseln.
Trotz des Anspruchs auf Offenheit bleibt Omniverse eng mit dem NVIDIA-Ökosystem verbunden. Dies kann zu Bedenken hinsichtlich der langfristigen Interoperabilität und Flexibilität führen, insbesondere in heterogenen IT-Umgebungen.
Die Skalierbarkeit von Omniverse in sehr großen Projekten oder bei der Simulation komplexer Systeme stellt eine weitere Herausforderung dar. Die Leistungsfähigkeit der Plattform bei der Verarbeitung extrem großer Datenmengen oder hochkomplexer Simulationen muss sich in der Praxis noch bewähren.
Schließlich wirft die Vision eines umfassenden digitalen Zwillings, wie sie von Nvidia mit Projekten wie Earth-2 verfolgt wird, auch ethische und gesellschaftliche Fragen auf. Die Möglichkeit, detaillierte Simulationen realer Umgebungen zu erstellen, könnte Datenschutzbedenken und Fragen zur Nutzung und Kontrolle solcher Modelle aufwerfen.